# Керепець
Керепець, Коропець — річка в Україні, у Мукачівському, Берегівському й Ужгородському районах Закарпатської області. Ліва притока Латориці (басейн Дунаю).

## Опис
Довжина річки 72 км., похил річки — 1,3 м/км. Площа басейну 673 км².

## Розташування
Бере початок на південно-східній околиці Мукачіва. Спочатку тече на південний захід через Шенборн, Нижній Коропець, потім на північний захід і на північному заході від Червоного впадає у річку Латорицю, ліву притоку Бодрогу. 
Населені пункти вздовж берегової смуги: Гать, Гут, Батрадь, Бадів, Свобода, Бакош, Петрівка. 
Річку перетинають автомобільні дороги E58М24 Т 0715 Т 0731 М25.